# Rougemont-le-Château
Rougemont-le-Château è un comune francese di 1 468 abitanti situato nel dipartimento del Territorio di Belfort nella regione della Borgogna-Franca Contea.
Nel territorio comunale ha origine il fiume Saint-Nicolas.

## Società

### Evoluzione demografica
Abitanti censiti